# Peten Island
Peten Island ist eine kleine Insel im Rowa-Atoll im Norden des pazifischen Inselstaates Vanuatu.

## Geographie
Das winzige Motu liegt an der Nordwestspitze des Atolls, etwas abgelegen von den anderen Inseln Enwut oder Rowa im Südosten.